# Stereoderma incerta
Stereoderma incerta is een zeekomkommer uit de familie Cucumariidae.
De wetenschappelijke naam van de soort werd in 1970 gepubliceerd door Gustave Cherbonnier.